# Белоцерковская, Вероника Борисовна
Верони́ка Бори́совна Белоцерко́вская (род. 25 июня 1970, Одесса, УССР) — российская журналистка, фотограф, медиаменеджер, блогер, телеведущая, издатель и предприниматель, автор популярных кулинарных книг. Издатель  журналов «Time Out» (до 2014 года) и «Собака.ru». Владелица кулинарной школы на юге Франции. Лауреат премии «Медиаменеджер России» 2004 года в номинации «Журналы».

## Биография
Родилась 25 июня 1970 года в Одессе в семье инженера и учительницы русского языка. Училась в Ленинграде в физико-математической школе № 239.
Училась в Ленинградском технологическом институте. Увлеклась мультипликацией и поступила на Высшие режиссёрские курсы по специальностям режиссёра-аниматора и художника-постановщика на курс Юрия Норштейна.
До 2003 года занималась в основном рынком телевизионной рекламы, совладелец и генеральный директор агентства «Трэнд Санкт-Петербург». Владела журналами «Time Out Москва» и «Time Out Петербург» до продажи их в 2014 году медиахолдингу «С-Media».
Весной 2012 года на телеканале «Домашний» выходила видеоверсия кулинарных рецептов Вероники Белоцерковской «Французские уроки». В феврале 2014 года на канале СТС вышел четырёхсерийный документальный фильм «Пропрованс. Драматические истории» с участием Белоцерковской.
В 2014 году Белоцерковская снялась в ироническом видеоклипе группы «Ленинград» «Патриотка».

### Уголовное дело
В марте 2022 года Главным следственным управлением Следственного комитета России  в отношении Белоцерковской было возбуждено уголовное дело по пункту «д» части 2 статьи 207.3 УК РФ за распространении «фейков» о российской армии. Поводом для возбуждения дела стали несколько антивоенных постов, которые она опубликовала в своем Instagram. По версии следствия, в данных постах содержались «заведомо ложные сведения об использовании Вооруженных сил Российской Федерации для уничтожения городов и гражданского населения Украины, в том числе детей». Вероника Белоцерковская стала одной из первых подозреваемых по данной статье Уголовного кодекса появившейся после российского вторжения на Украину. Сама Белоцерковская узнала об уголовном деле «из Telegram-каналов», поскольку не получала от Следственного комитета никаких извещений. 13 мая 2022 года объявлена МВД России в розыск.
22 июля 2022 года Минюст РФ внёс Белоцерковскую в список физических лиц — «иностранных агентов».
6 февраля 2023 года Белоцерковская была заочно приговорена к 9 годам лишения свободы за распространении фейков о российской армии (п. «д» ч. 2 ст. 207.3, п. «д» ч.2 ст.207.3 УК РФ). Назначить такой срок просила сторона обвинения. Также ей на 5 лет запрещено администрировать сайты.

### Личная жизнь
Была замужем за художником Яном Антонышевым. В 2000 году вышла замуж за бизнесмена Бориса Белоцерковского. В сентябре 2017 года отношения между Вероникой и Борисом Белоцерковскими ухудшились и в конце года в прессе появилась информация о разводе пары после 17 лет совместной жизни.
Живёт во Франции.

## Кулинарные книги
- Рецептыши — Издательская группа Аттикус, КоЛибри — 2009 (ISBN 978-5-389-00722-2)[26]
- Диетыши — КоЛибри — 2010 (ISBN 978-5-389-00805-2, 978-5-389-01142-7)[27]
- Про еду. Про вино. Прованс — Эксмо — 2011 (ISBN 978-5-699-53546-0)[28]
- Гастрономические рецептыши. — Эксмо — 2012 (ISBN 978-5-699-58598-4)[29][30][31][32]
- Сделано в Италии. Гастрономические рецепты. В двух томах. — Эксмо — 2013 (ISBN 978-5-699-66869-4)[33]

Книги «Гастрономические рецептыши» и «Сделано в Италии» вышли также в электронных версиях — в виде мобильных приложений.
Первая же книга Белоцерковской — «Рецептыши» — вызвала массу откликов, как положительных, так и отрицательных.
Рецензенты отмечали в книгах простоту и понятность рецептов, хотя и экзотичность некоторых продуктов, «логичную и понятную последовательность простых действий», качество авторских фотографий и вёрстки, «вдохновляющий эффект» книги, искренность автора и отсутствие «лишнего пафоса».
Но больше внимания СМИ уделяли не содержанию книг, а проведению презентаций — как заметным событиям светской хроники.
А что ещё скажешь, прочитав в «ЖЖ» популярного блогера (23,5 тыс. френдов) belonika рецепт диетического «кролика в томатном соке с квиноа»? Автор, будто издеваясь над «маянезниками», сопровождает рецепт следующим пояснением: «Ничего выдающегося в этом рецепте нет, так, очередная вариация на тему диетического „разнообразия“». В комментах — тоже пир духа, пишут про «красивую, художественную, лёгкую небрежность» и «гламурные кабачки». «Мерсишечки»,— отвечает автор, известный, кроме того, как Ника Белоцерковская, подруга Ксении Собчак и автор книг «Рецептыши» и «Диетыши». 

— Иван Ждакаев